# Panzeria fulgida
Panzeria fulgida là một loài ruồi trong họ Tachinidae.